# 京丹波みずほインターチェンジ
京丹波みずほインターチェンジ（きょうたんばみずほインターチェンジ）は、京都府船井郡京丹波町井脇にある、京都縦貫自動車道のインターチェンジである。
建設時の仮称は、瑞穂インターチェンジ（みずほインターチェンジ）であった。

## 歴史
- 1993年度（平成5年度） : 京都縦貫自動車道の丹波綾部道路が事業化[1][2]。
- 2015年（平成27年）
  - 3月6日 : 仮称であった瑞穂ICから京丹波みずほICに正式決定[3]。
  - 7月18日 : 京丹波わちIC - 丹波IC間の開通により全線開通[4]。
- 2023年（令和5年）4月1日 : 宮津天橋立IC - 丹波IC間を京都府道路公社から西日本高速道路（NEXCO西日本）に移管[5]。全国路線網に編入[6]。

## 周辺
- ローソン 京丹波和田店

## 接続する道路
- 国道173号

## 料金所
- ブース数 : 4

### 入口
- ブース数 : 2
  - ETC専用および一般またはETC・一般の可変式ブース : 1
  - 一般 : 1

### 出口
- ブース数 : 2
  - ETC専用および一般またはETC・一般の可変式ブース : 1
  - 一般（精算機） : 1

## 隣
E9 京都縦貫自動車道（丹波綾部道路）
(4)京丹波わちIC　- (5)京丹波みずほIC - 京丹波PA - (6)丹波IC